# بزرگ‌ترین سفر تمام زمان‌ها برای آبجو
بزرگ‌ترین سفر تمام زمان‌ها برای آبجو (به انگلیسی: The Greatest Beer Run Ever) یک فیلم درام جنگی به کارگردانی پیتر فارلی بر اساس کتابی به همین نام از جوآنا مولوی و جان «چیکی» دونوهیو است. در این فیلم زک افران، راسل کرو و بیل مری نقش‌آفرینی می‌کنند.
این فیلم نخستین نمایش جهانی خود را در ۱۳ سپتامبر ۲۰۲۲ در جشنواره بین‌المللی فیلم تورنتو ۲۰۲۲ انجام داد و سپس در ۳۰ سپتامبر در سینماهای منتخب، و به‌صورت آنلاین توسط اپل تی‌وی پلاس اکران شد. فیلم به طور کلی در زمینه‌های کارگردانی و فیلم‌نامه به چالش کشیده شد و نقدهای نامطلوبی از سوی منتقدان دریافت کرد، با این‌حال مضامین و بازیِ بازیگران (به‌ویژه اِفران) تحسین شد.

## طرح داستان
جان دونوهو (زک افران) یک کهنه‌سرباز ۲۶ ساله نیروی دریایی ایالات متحده که به عنوان یک دریانورد تجاری کار می‌کند یک شب در سال ۱۹۶۷ در یک بار در شهر نیویورک به چالش کشیده می‌شود. مردانی که جمع شده بودند، خانواده و دوستان خود را در جنگ جاری ویتنام از دست داده بودند. یکی از دوستان ایده‌ای را مطرح کرد که بسیاری ممکن است آن را مضحک بدانند: یکی از آن‌ها باید مخفیانه وارد ویتنام شود، دوستان خود را در جنگ ردیابی کند و به هر یک از آنها پیام‌های حمایت از خانه، کمی خنده و آبجو بدهد.

## بازیگران
- زک افران در نقش جان «چیکی» دونوهیو
- راسل کرو
- بیل مری
- جیک پیکینگ در نقش ریک دوگان
- ویل راپ در نقش کوین مک‌لون
- آرچی رنو در نقش بابی پاپاس
- کایل آلن در نقش تامی کالینز
- روبی اشبورن سرکیس در نقش کریستین
- مت کوک در نقش ستوان هابرشاو
- عمری کی. چسنلر در نقش اریکسون
- ویل هاچمن در نقش تامی مینوگ
- گویا روبلز در نقش آلمیدا
- کوین کی. ترن در نقش اوکلاهاما
- سم هرلی در نقش سرباز

## تولید
در ۲۶ آوریل ۲۰۱۹، به محض اینکه اسکای‌دنس مدیا حقوق اقتباس از کتاب بزرگ‌ترین سفر تمام زمان‌ها برای آبجو را برای فیلمبرداری دریافت کرد، پیتر فارلی برای نوشتن فیلمنامه با برایان کوری و پیت جونز و همچنین کارگردانی فیلم وارد صحنه شد. دیوید الیسون، دانا گلدبرگ و دان گرنجر به همراه اندرو مسکاتو برای اسکای‌دنس تهیه‌کنندگی خواهند کرد. ویگو مورتنسن برای این فیلم انتخاب شد و دیلن اوبرایان به زودی به او پیوست.
اپل تی‌وی پلاس در مارس ۲۰۲۱ این فیلم را اکتساب کرد و مورتنسن و اوبراین دیگر درگیر آن نبودند. زک افران و راسل کرو برای پیوستن به بازیگران وارد مذاکره شدند تا بیل مری برای نقش مکمل جایگزین اوبراین و مورتنسن شوند. پیوستن افران و کرو به بازیگران در ژوئیهٔ ۲۰۲۱ تأیید شد. انتظار می‌رفت در آن زمان فیلمبرداری در اوت ۲۰۲۱ در استرالیا یا نیوزیلند آغاز شود. جیک پیکینگ، ویل راپ، آرچی رنو و کایل آلن در سپتامبر ۲۰۲۱ به عنوان بازیگران انتخاب شدند. مری در اکتبر تأیید شد، و روبی اشبورن سرکیس، مت کوک، عمری کی. چنسلر و ویل هاچمن ماه آینده به آن ملحق شدند.
فیلمبرداری در سپتامبر ۲۰۲۱ آغاز شد؛ بین تایلند و نیوجرسی فیلمبرداری خواهد شد.

## انتشار
این فیلم نخستین بار در ۱۳ سپتامبر ۲۰۲۲ در جشنواره بین‌المللی فیلم تورنتو ۲۰۲۲ نمایش داده شد و پس از آن در ۳۰ سپتامبر ۲۰۲۲ در سینماهای منتخب اکران شد و سپس توسط اپل تی‌وی پلاس منتشر شد.

## بازخورد
در وبگاه جمع‌آوری نقد راتن تومیتوز، ٪۴۲ از ۱۰۳ بررسی منتقدان مثبت است و میانگینِ امتیاز آن ۵٫۱/۱۰ است. اجماع این وبگاه چنین می‌نویسد: «به دور از مستی، بزرگترین سفر تمام زمان‌ها برای آبجو داستان سرگرم‌کنندهٔ مبتنی بر واقعیت خود را به یک نوشیدنی صاف و بدون طعم تقلیل می‌دهد.» این فیلم در متاکریتیک که از میانگین وزنی استفاده می‌کند، بر اساس نظر ۳۰ منتقدین امتیاز ۳۹ از ۱۰۰ را کسب کرده که نشان‌گر «نقدهای عموما نامطلوب» است.